# MSC Opera
MSC Opera è una nave da crociera della compagnia MSC Crociere, di cui è stata l'ammiraglia fino all'entrata in servizio della MSC Musica nel 2006. Può ospitare 2.679 passeggeri in 1.071 cabine e un equipaggio di circa 728 persone.

## Storia
La nave è stata battezzata il 26 giugno 2004 a Genova da Sophia Loren. Ha una nave gemella: MSC Lirica. Gemella anche di MSC Sinfonia e di MSC Armonia, costruite inizialmente per la fallita Festival Crociere, anche se il progetto risulta profondamente ridisegnato in numerose parti, come poppa e prua.
La MSC Opera è stata la terza nave della classe Lirica ad essere ristrutturata nell'ambito del "Programma Rinascimento": il 2 maggio 2015 è entrata nei cantieri Fincantieri di Palermo, da cui è uscita il 4 luglio 2015, per un completo rinnovamento oltre che un allungamento di circa 24 metri. Attualmente è lunga 275 m e ha a disposizione 193 nuove cabine e nuovi spazi dedicati all'intrattenimento. Il restyling ha permesso anche l'adozione di tecnologie e di impianti d'avanguardia, oltre al rinnovamento di spazi e decorazioni dei negozi di bordo e delle aree comuni. Tra le novità, un parco spray, negozi rinnovati, nuove aree per bambini e ragazzi, un buffet potenziato, una nuova lounge e un ristorante ampliato.

## Descrizione
La dotazione della nave include:
- 13 ponti di cui 9 passeggeri
- 9 ascensori

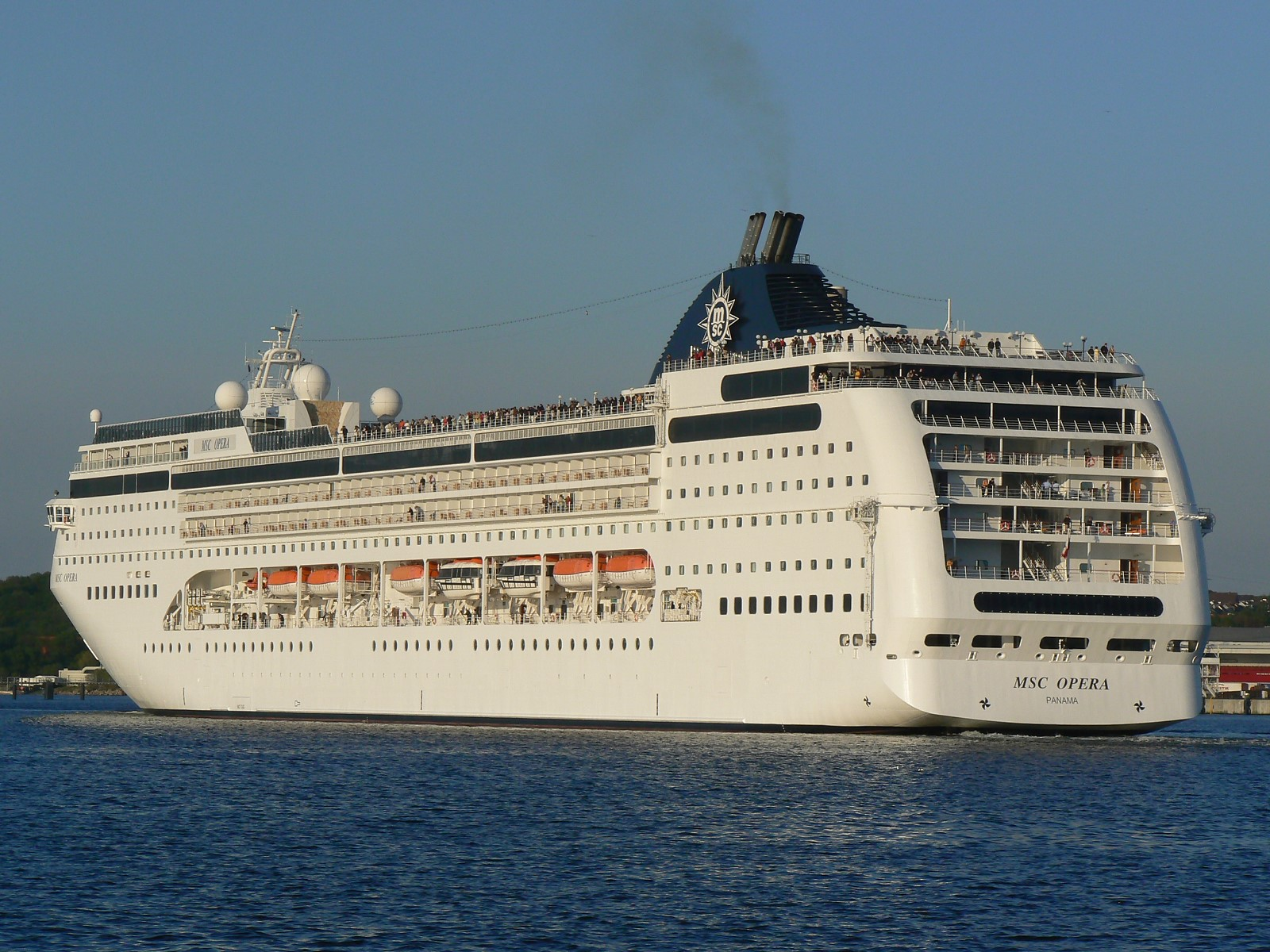
MSC Opera vista da poppa

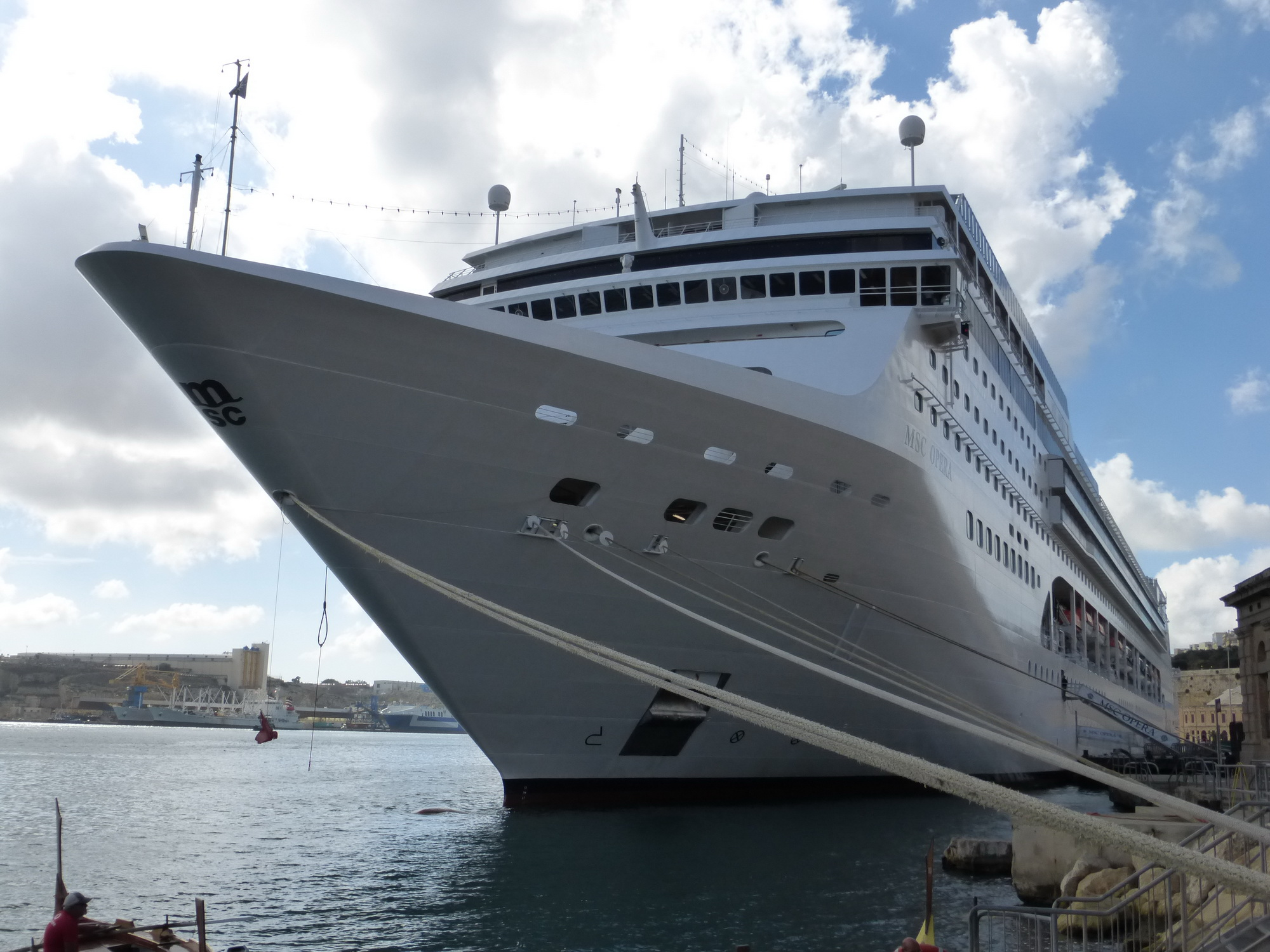
Vista frontale

- sistema di riduzione delle vibrazioni e insonorizzazione degli ambienti pubblici
- 20 suite con balcone privato
- 2 suite familiari con oblò
- 172 cabine esterne con balcone
- 359 cabine interne
- TV interattiva, mini bar, cassetta di sicurezza, radio, bagno con doccia o vasca, asciugacapelli, aria condizionata e riscaldamento, guardaroba, telefono e collegamento Internet senza fili (a pagamento) in tutte le cabine
- servizi comuni (servizio clienti, ufficio escursioni, centro medico)
- Teatro dell'opera con 713 posti
- 4 ristoranti
- 8 bar di cui uno esterno
- centro benessere (Talassoterapia, bagno turco, sauna, palestra, massaggi, salone di bellezza, parrucchiere, sala pesi)
- attività sportive (percorso jogging, shuffleboard, minigolf, centro sportivo)
- divertimento (negozi, internet cafè, casinò, discoteca, sala giochi, biblioteca, area giochi con miniclub)

## Incidenti
Nel maggio 2010, una settimana dopo un incidente simile a bordo della MSC Orchestra, gli agenti della guardia costiera del Regno Unito a Dover hanno trovato una grande quantità di cocaina nascosta in quattro cabine passeggeri: quattro turisti lettoni e tre lituani sono stati successivamente condannati alla Corte della Corona di Canterbury a un totale di 84 anni di reclusione.
Il 14 maggio 2011, la MSC Opera ha subito un guasto al quadro elettrico nel Mar Baltico. La nave è stata trainata al porto di Nynäshamn, a sud di Stoccolma, dove i passeggeri sono stati trasferiti su piccole imbarcazioni. Circa 1.700 passeggeri sono stati rimpatriati da Stoccolma durante la giornata del 16 maggio. La nave era senza corrente elettrica dopo l'avaria, con i bagni inutilizzabili, causando anche alcuni problemi di igiene. Ai passeggeri venne offerto un voucher per rimborsare il costo della crociera. Il 17 maggio 2011, la MSC Opera è partita da Nynäshamn verso il porto di Gdynia in Polonia per le riparazioni.
Nel marzo 2019 la polizia portoghese di Madeira ha arrestato dodici persone imbarcate sulla MSC Opera (proveniente dai Caraibi e giunta al porto di Funchal nelle Azzorre), dopo aver trovato 18 kg di cocaina nascosta in sacchetti di patatine.

### Venezia – Canale della Giudecca

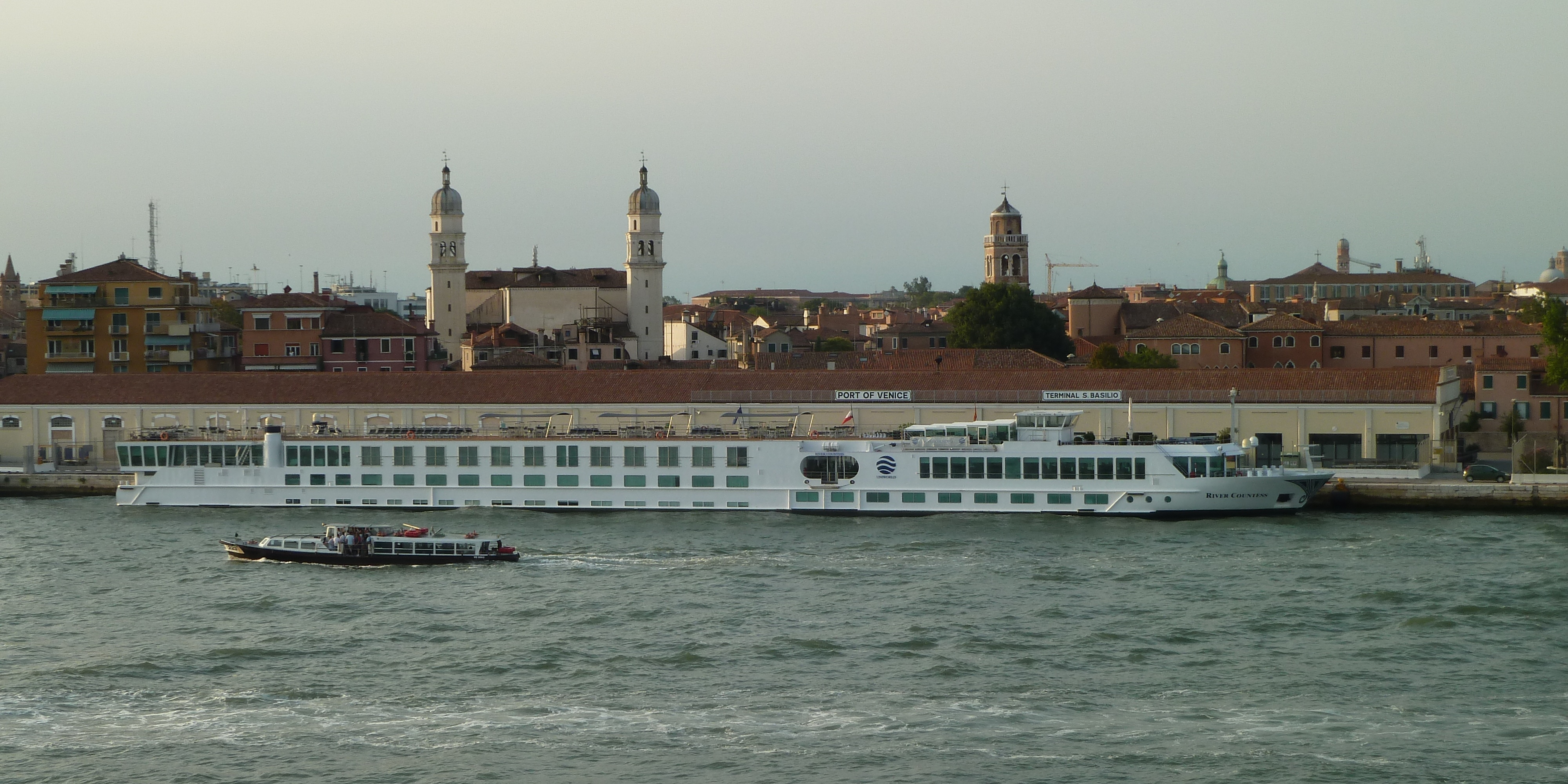
La River Countess ormeggiata al Terminal di San Basilio

Il 2 giugno 2019 a Venezia, mentre era condotta da 2 rimorchiatori attraverso il canale della Giudecca, la nave ha perso la rotta all'altezza delle fondamenta delle Zattere – per un'avaria di bordo probabilmente causata da un blackout – deviando verso il molo di San Basilio, dove si è scontrata contro la banchina e ha successivamente urtato, spostandolo, il battello fluviale turistico River Countess (su cui stavano terminando le operazioni di sbarco dei 130 passeggeri), causando allo stesso quattro feriti non gravi tra i passeggeri e danni poi riparati con diverse settimane di cantiere. L'incidente ha causato la chiusura del traffico nel canale della Giudecca, con l'annullamento della regata prevista per la festa della Sensa, e ha riacceso le polemiche sul transito delle cosiddette "grandi navi" nella laguna di Venezia.
Le conclusioni provvisorie sull'incidente, depositate sul finire del marzo 2020, attribuivano la responsabilità dell'urto con la banchina ad un'errata gestione dell'emergenza da parte del personale di bordo, in particolare nell'aver mantenuto accesi i motori più di quanto opportuno e necessario all'evidenza della perdita di controllo direzione tramite i normali comandi; piloti e rimorchiatori avrebbero invece fatto tutto quanto in loro diretto potere per evitare l'incidente.
A fine giugno 2020, con il deposito della perizia richiesta dalla Procura di Venezia, la stampa riporta che all'origine dei fatti risulta un guasto all'alimentazione dei controlli di direzione ed eliche (propulsori azimutali, POD) avvenuto alle 7:26, più di un'ora prima dell'incidente, di cui nessuno si sarebbe adeguatamente accorto per l'intervento istantaneo ed automatico di un gruppo di continuità, la cui attività tampone – che richiedeva quindi il rapido ripristino della fornitura elettrica ordinaria, o il prepararsi a perdere il normale controllo dei POD – non sarebbe tuttavia stata adeguatamente segnalata come pericolo ed emergenza al personale preposto, ciò a causa di un poi rilevato errore di cablaggio risalente alla costruzione della nave.
Successivamente a quell'evento, alle 8:27:16 le batterie del gruppo di continuità si sarebbero quindi esaurite (un'ora dopo, anziché mezz'ora come da stimato in fase progettuale), mentre la nave si trovava in transito nel Canale della Giudecca sotto due rimorchiatori; alle 8:27:34 il Comandante, all'oscuro dei fatti di cui sopra, avrebbe tentato di rimediare alla rotta divenuta errata, ed alle 8:28:21 – nel dare l'indietro tutta alle eliche – si sarebbe accorto d'aver perso anche il controllo delle stesse (ancora attive e impostate in avanti). Secondo la difesa MSC, la scelta del Comandante di dare indietro tutta alle eliche – invece di applicare immediatamente lo spegnimento d'emergenza delle stesse – sarebbe stata corretta. Da quanto riportato dalla stampa sul contenuto della perizia, non risulta comunque chiaro se e quando le eliche vennero infine spente prima dell'impatto con la robusta banchina del molo di San Basilio, avvenuto intorno alle 8:31; vengono invece evidenziati diversi precedenti eccessi di velocità della nave, e un tentativo di usare anche un'ancora per evitare l'impatto (che sarebbe stato infruttuoso proprio per l'elevata velocità).

## Navi gemelle
- MSC Lirica
- MSC Sinfonia
- MSC Armonia